# Masa de aire (astronomía)
El coeficiente de masa de aire (AM) se define como la distancia relativa en línea recta del espesor de la atmósfera dada por la longitud de la distancia óptica (OPL) a través de la atmósfera de la Tierra, es expresado como una relación entre el espesor de la atmósfera en el zenit de un punto localizado a nivel del mar. El coeficiente de masa de aire puede usarse para ayudar a caracterizar el espectro solar después de que la radiación solar ha viajado a través de la atmósfera.
El coeficiente de masa de aire es usado comúnmente para caracterizar la eficiencia de celdas solares o colectores térmicos bajo condiciones estandarizadas, y es a menudo referido usando el término “AM” seguido por un número. El valor de “AM1.5” es casi universal al caracterizar la generación de energía de los paneles solares. 

## Descripción

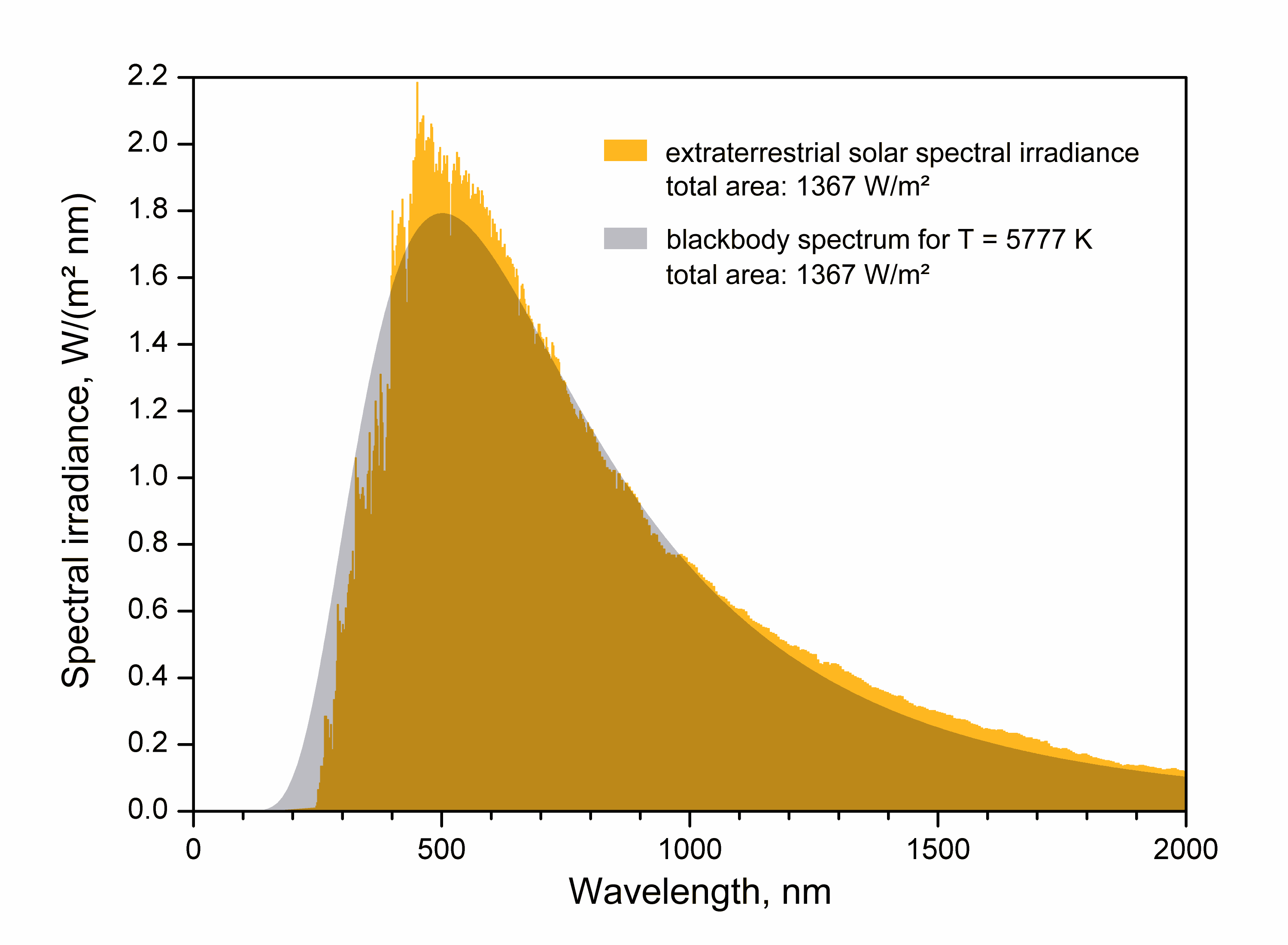
La temperatura efectiva, o temperatura de cuerpo negro, del sol (5777 K) es la temperatura que debe tener un cuerpo negro para producir el mismo poder emisivo total.

La radiación solar se asemeja mucho a un radiador de cuerpo negro aproximadamente a 5800 K. Al pasar a través de la atmósfera, la luz del sol es atenuada por dispersión y absorción; cuanta más atmósfera atraviese, mayor es la atenuación.
La luz solar viaja a través de la atmósfera y los químicos presentes en el aire interactúan con la luz del sol, estos absorben cierta longitud de onda cambiando la cantidad de longitud de onda corta que incide en la superficie de la Tierra. Un componente más activo de este proceso es el vapor de agua, cuyos resultados son en una amplia variedad de bandas de absorción en muchas longitudes de onda, mientras que el nitrógeno molecular, oxígeno y dióxido de carbono se agregan a este proceso. Cuando alcanza la superficie de la Tierra, el espectro solar ha sido fuertemente confinado entre el infrarrojo lejano y el ultravioleta cercano.
La dispersión atmosférica juega un rol eliminando altas frecuencias de la luz solar directa y esparciéndolas por el cielo. Esta es la razón por la cual el cielo se ve azul y el sol amarillo- la mayor parte de la frecuencia más alta de luz azul llega al observador a través de trayectorias dispersas indirectas; quedando solo un menor fracción de luz azul la cual sigue una trayectoria directa, es por esto que el sol se observa con un matiz amarillo. Cuanto mayor sea la distancia en la atmósfera a través de la cual viaja la luz del sol, mayor es el efecto, es por esto que el sol parece naranja o rojo en la madrugada y al atardecer cuando la luz del sol está viajando muy oblicuamente a través de la atmósfera- progresivamente la mayor parte de los azules y verdes son removidos de los rayos directos, dando una apariencia naranja o roja al sol; y el cielo se torna de un color rosado- ya que los azules y verdes están esparcidos por caminos tan largos que estos son altamente atenuados antes de llegar al observador, resultando en característicos cielos rosas al amanecer y al atardecer.

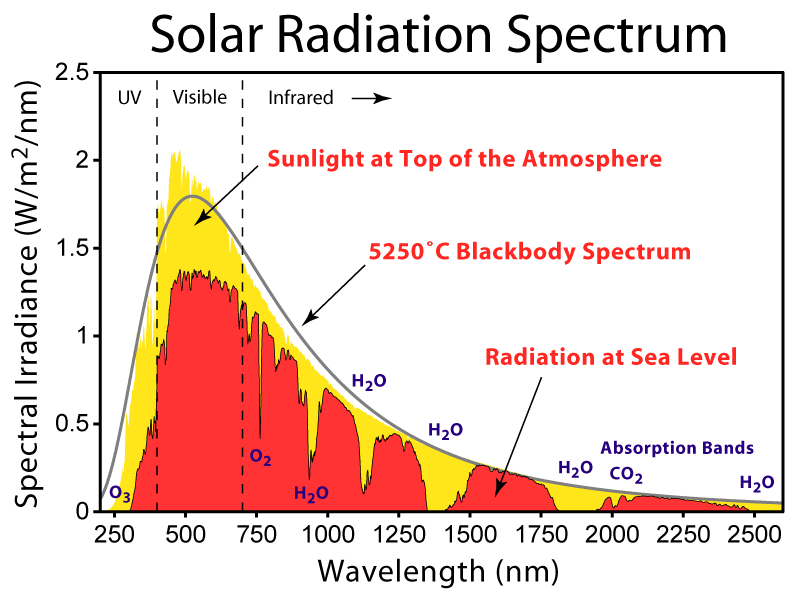
Espectro de irradiancia solar por encima de la atmósfera y superficie.

## Definición
Para la distancia L a través de la atmósfera y la radiación solar incidente en el ángulo z con respecto a la superficie terrestre, el valor de masa de aire es:
{\displaystyle {\displaystyle AM={\frac {L}{L_{\mathrm {o} }}}}}
donde L0 es la distancia (espesor de la atmósfera) en el zenit (i.e., normal a la superficie de la tierra) al nivel del mar.
El número de la masa de aire depende de la elevación del sol en la bóveda celeste, por lo tanto, varía con el tiempo a lo largo del día, con el pasar de las estaciones del año y con la latitud a la que se encuentra el observador. 

## Cálculos

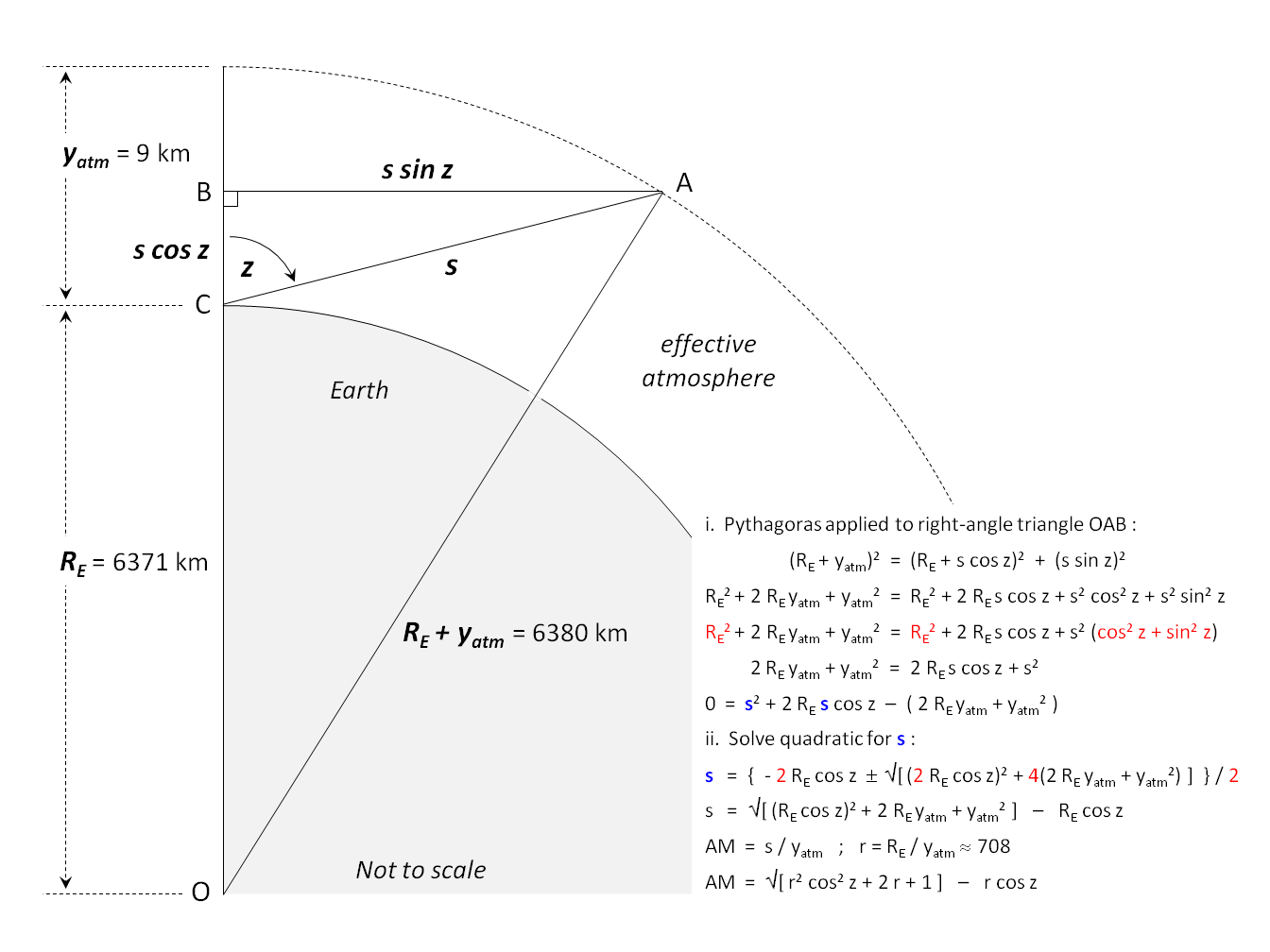
Los efectos atmosféricos sobre la transmisión óptica se pueden modelar como si la atmósfera se concentrara aproximadamente en los 9 km más bajos.

Una aproximación de primer orden para calcular la masa de aire está dada por:
{\displaystyle AM\approx {\operatorname {1}  \over \operatorname {\!} {\cos {z}}}} (A.1)
donde z es el ángulo cenital en grados.
La aproximación anterior pasa por alto la altura finita de la atmósfera y predice una masa de aire infinita en el horizonte. Sin embargo, es razonablemente precisa para valores de 𝓩 hasta alrededor de 75 °. Se han propuesto varias mejoras para modelar con mayor precisión el espesor de la trayectoria hacia el horizonte, como el propuesto por Kasten y Young. (1989):
{\displaystyle AM={1 \over \!\cos {z}\ +0.50572(96.07995\ -z)^{-1.6364}}} (A.2)
Una lista más completa se proporciona en el artículo principal Airmass (Masa de aire), para varios modelos atmosféricos y conjuntos de datos experimentales. Al nivel del mar, la masa de aire hacia el horizonte (𝓩=90°) es aproximadamente 38.
Modelar la atmósfera como una simple capa esférica proporciona una aproximación razonable:
{\displaystyle AM={\sqrt {(\!r\cos {z})^{2}\ +2r\ +1}}\ -r\cos {z}} (A.3)
donde el radio de la Tierra es {\displaystyle R_{E}}= 6371 km, la altura efectiva de la atmósfera es {\displaystyle y_{atm}}≈9 km , y su relación {\displaystyle r=R_{E}/y_{atm}}≈ 708.
Estos modelos se comparan en la siguiente tabla:
|        | Tierra plana            | Kasten & Young | Capa esférica |
| Grados | (A.1)                   | (A.2)          | (A.3)         |
| ------ | ----------------------- | -------------- | ------------- |
| 0°     | 1.0                     | 1.0            | 1.0           |
| 60°    | 2.0                     | 2.0            | 2.0           |
| 70°    | 2.9                     | 2.9            | 2.9           |
| 75°    | 3.9                     | 3.8            | 3.8           |
| 80°    | 5.8                     | 5.6            | 5.6           |
| 85°    | 11.5                    | 10.3           | 10.6          |
| 88°    | 28.7                    | 19.4           | 20.3          |
| 90°    | {\displaystyle \infty } | 37.9           | 37.6          |

Esto implica que, para estos fines, se puede considerar que la atmósfera está efectivamente concentrada en alrededor de los 9 km inferiores, es decir, esencialmente todos los efectos atmosféricos se deben a la masa atmosférica en la mitad inferior de la troposfera. Este es un modelo útil y simple cuando se consideran los efectos atmosféricos sobre la intensidad solar.

## Casos
- AM0

Es el espectro que se encuentra por fuera de la atmósfera, aproximado por el cuerpo negro de 5,800 K, se le refiere como "AM0", que significa "cero atmosferas". Las celdas solares utilizadas para aplicaciones eléctricas en el espacio, como los que se usan en satélites de comunicaciones se caracterizan porque generalmente usan AM0. 
- AM1

Se denomina por definición, como "AM1" al espectro encontrado después de viajar a través de la atmósfera hasta el nivel del mar con el sol exactamente en su punto más alto. Esto significa "una atmósfera". AM1 (z=0°) a AM1.1 (z=25°) es un rango muy útil para estimar el rendimiento de las celdas solares en las regiones ecuatoriales y tropicales.
- AM1.5

Los paneles solares generalmente no operan exactamente bajo una atmósfera de espesor: si el sol forma un ángulo con la superficie de la Tierra, el espesor efectivo será mayor. Muchos de los centros mundiales de población, y por lo tanto las industrias e instalaciones solares en Europa, China, Japón, los Estados Unidos de América y otros lugares (incluyendo el norte de India, sur de África y Australia) se encuentran en latitudes templadas. Por lo tanto, un número AM que representa el espectro en latitudes medias es mucho más común.
"AM1.5", 1,5 atmósfera de espesor, corresponde a un ángulo cenital solar de z=48.2°. Mientras el número AM de verano para latitudes medias durante las horas pico del día es menor a 1.5, cifras más altas se aplican en la mañana, en la noche y en otras épocas del año. Por lo tanto, AM1.5 es útil para representar el promedio general anual para latitudes medias. El valor específico de 1.5 se seleccionó en la década de 1970 por propósitos de estandarización, basándose en el análisis de datos de irradiación solar en los Estados Unidos. Desde entonces, la industria solar ha utilizado AM1.5 para todas las pruebas estandarizadas o clasificación de celdas solares o módulos terrestres, incluyendo los utilizados en sistemas de concentración. Las últimas normas AM1.5 relacionadas con aplicaciones fotovoltaicas son las ASTM G-173 e IEC 60904, todas derivan de simulaciones obtenidas con el código SMARTS.
La iluminancia de luz diurna bajo AM1.5 es dada como 109,870 lux (correspondiente con el espectro AM 1.5 como 1000.4 W/m²).
- AM2~3

El espectro AM2 (z=60°) a  AM3 (z=70°) es un rango útil para estimar el rendimiento promedio general  de las celdas solares instaladas en latitudes altas, como en el norte de Europa. De forma similar, el espectro AM2 a AM3 es útil para estimar el rendimiento en invierno en latitudes templadas, por ejemplo, el coeficiente de masa de aire es mayor que 2 a todas las horas del día en invierno en latitudes tan bajas como 37°.
- AM38

El espectro AM38 es generalmente considerado como la masa aire en la dirección horizontal (z=90°) al nivel del mar.  Sin embargo, en la práctica hay un alto grado de variabilidad en la intensidad solar recibida en ángulos cercanos al horizonte como se describe en la siguiente sección intensidad solar.
- A mayores altitudes

La masa de aire relativa es solo una función del ángulo cenital del sol y, por lo tanto, no cambia con la elevación  local. Por el contrario, la masa de aire absoluta, es igual a la masa de aire relativa multiplicada por la presión atmosférica local y divida por la presión estándar (a nivel del mar), disminuye con la elevación sobre el nivel del mar. Para paneles solares instalados en altitudes elevadas, por ejemplo, en la región Altiplano, es posible usar números AM absolutos menores para la latitud correspondiente al nivel del mar: números AM menores a 1 hacia el ecuador, y números correspondientemente menores que los que los enlistados anteriormente para otras latitudes. Sin embargo, este acercamiento es aproximado y no recomendado. Es mejor simular el espectro real basado en la masa de aire relativa (por ejemplo, 1.5) y las condiciones atmosféricas reales para la elevación específica del sitio bajo escrutinio.

## Intensidad solar
La intensidad solar en el colector se reduce al aumentar el coeficiente de masa de aire, pero debido a lo complejo y a los factores atmosféricos variables involucrados, no de una manera simple o lineal. Por ejemplo, casi toda la radiación de alta energía se elimina en la atmósfera superior (entre AM0 y AM1), por lo que AM2 no es el doble de malo que AM1. Además, existe una gran variabilidad en muchos de los factores que contribuyen a la atenuación atmosférica, como el vapor de agua, los aerosoles, el smog fotoquímico y los efectos de las inversiones de temperatura . Dependiendo del nivel de contaminación en el aire, la atenuación general puede cambiar hasta un ± 70% hacia el horizonte, afectando en gran medida el desempeño, particularmente hacia el horizonte, donde los efectos de las capas inferiores de la atmósfera se amplifican muchas veces.
Un modelo aproximado para la intensidad solar frente a la masa de aire está dado por:
{\displaystyle I=1.1\times I_{\mathrm {o} }\times 0.7^{(AM^{0.678})}}                                                                                                                         (I.1)
donde la intensidad solar externa a la atmósfera terrestre {\displaystyle I_{\mathrm {o} }}=1,353kW/m2y el factor de 1,1 se deriva suponiendo que la componente difusa es el 10% de la componente directa. 
Esta fórmula encaja adecuadamente dentro del rango medio de la variabilidad esperada basada en la contaminación:

Intensidad solar contra el ángulo cenital z y coeficiente de masa de aire AM
| z      | AM   | rango debido a la contaminación | fórmula ( I.1 ) | ASTM G-173 |
| grado  |      | W/m²                            | W/m²            | W/m²       |
| -      | 0    | 1367                            | 1353            | 1347,9     |
| 0 °    | 1    | 840 ... 1130 = 990 ± 15%        | 1040            |            |
| 23 °   | 1.09 | 800 .. 1110 = 960 ± 16%         | 1020            |            |
| 30 °   | 1,15 | 780 ... 1100 = 940 ± 17%        | 1010            |            |
| 45 °   | 1,41 | 710 .. 1060 = 880 ± 20%         | 950             |            |
| 48,2 ° | 1,5  | 680 .. 1050 = 870 ± 21%         | 930             | 1000,4     |
| 60 °   | 2    | 560 .. 970 = 770 ± 27%          | 840             |            |
| 70 °   | 2.9  | 430 ... 880 = 650 ± 34%         | 710             |            |
| 75 °   | 3.8  | 330 .. 800 = 560 ± 41%          | 620             |            |
| 80 °   | 5.6  | 200 .. 660 = 430 ± 53%          | 470             |            |
| 85 °   | 10   | 85 .. 480 = 280 ± 70%           | 270             |            |
| 90 °   | 38   |                                 | 20              |            |

Esto ilustra que hay una potencia significativa disponible a solo unos pocos grados sobre el horizonte. Por ejemplo, cuando el sol está a más de unos 60 ° sobre el horizonte (z<30°) la intensidad solar es de aproximadamente 1000 W/m² (de la ecuación I.1 como se muestra en la tabla anterior), mientras que, cuando el sol está solo 15 ° por encima del horizonte (z=75°)la intensidad solar sigue siendo de unos 600 W/m² o el 60 % de su nivel máximo; y a sólo 5 ° sobre el horizonte todavía el 27 % del máximo.
A mayores altitudes
Un modelo aproximado para el aumento de la intensidad con la altitud y con una precisión de unos pocos kilómetros sobre el nivel del mar está dado por:
     {\displaystyle I=1.1\times I_{\mathrm {o} }\times [(1-h/7.1)0.7^{(AM)^{0.678})}+h/7.1]}                                                                                                        (I.2)
donde h es la altura del colector solar sobre el nivel del mar en km y AMes la masa de aire (de A.2 ) como si el colector estuviera instalado al nivel del mar.
Alternativamente, dadas las variabilidades prácticas significativas involucradas, el modelo esférico homogéneo podría aplicarse para estimar la AM, utilizando:
  {\displaystyle AM={\sqrt {(r+c)^{2}\cos ^{2}z+(2r+1+c)(1-c)}}\;-\;(r+c)\cos z} (A.4)
donde las alturas normalizadas de la atmósfera y del colector son respectivamente {\displaystyle r=R_{\mathrm {E} }/y_{\mathrm {atm} }} (como arriba) y {\displaystyle c=h/y_{\mathrm {atm} }}.
La tabla anterior o la ecuación apropiada ( I.1 o I.3 o I.4 para aire promedio, contaminado o limpio, respectivamente) se puede usar para estimar la intensidad de AM de la manera normal.
Estas aproximaciones en I.2 y A.4 son adecuadas para su uso solo en altitudes de unos pocos kilómetros sobre el nivel del mar, lo que implica una reducción a los niveles de rendimiento AM0 alrededor de 6 y 9 km respectivamente. Por el contrario, gran parte de la atenuación de los componentes de alta energía se produce en la capa de ozono, en altitudes superiores a 30 km. Por lo tanto, estas aproximaciones son adecuadas sólo para estimar el rendimiento de los colectores terrestres.

## Eficiencia de la celda solar
Las celdas solares de silicio no son muy sensibles a las porciones del espectro que se pierden en la atmósfera. El espectro resultante en la superficie de la Tierra se asemeja más a la banda prohibida del silicio, por lo que las celdas solares de silicio son más eficientes en AM1 que en AM0. Este resultado aparentemente contrario a la intuición surge simplemente porque las celdas de silicio no pueden hacer mucho uso de la radiación de alta energía que filtra la atmósfera. Como se ilustra a continuación, aunque la eficiencia es menor en AM0, la potencia de salida total ( P out) para una celda solar típica sigue siendo la más alta en AM0. Por el contrario, la forma del espectro no cambia significativamente con aumentos adicionales en el espesor atmosférico, por lo tanto, la eficiencia de la celda no cambia mucho para números de AM por encima de 1.
Potencia de salida frente al coeficiente de masa de aire
| AM | Intensidad solar | Potencia de salida | Eficiencia   |
|    | P en W/m²        | P salida W/m²      | P out / P in |
| 0  | 1350             | 160                | 12%          |
| 1  | 1000             | 150                | 15%          |
| 2  | 800              | 120                | 15%          |

Esto ilustra el punto más general, dado que la energía solar es "gratuita", y donde el espacio disponible no es una limitación, otros factores como P out total y P out suelen ser consideraciones más importantes que la eficiencia ( Pout / Pin ).